# CEDADE
CEDADE, en förkortning för Circulo Español de Amigos de Europa (Spanska Cirkeln för Europas Vänner) bildades 1965 som en kamratförening för veteraner från División Azul (Blå divisionen), den spanska frikåren som kämpade på Hitlers sida under andra världskriget.
Efter Francisco Francos fall framträdde CEDADE som den viktigaste och mest livaktiga samlingspunkten för spanska fascister. CEDADE står för en klassisk nazism där viktiga inslag är förakt för alla former av demokrati, liberalism eller socialism. Gruppen förespråkar ett "vitt Europa" baserat på självständiga korporativa nationalstater. Antisemitism och klassisk rasbiologi spelar framträdande roller, och CEDADE:s förlag, Ediciones Bausp, är formodligen det största i sitt slag i den spansktalande världen. Bland de många antisemitiska skrifter förlaget översatt och publicerat finns bl.a. böcker som skrivits av den svenske historierevisionisten Ditlieb Felderer.
CEDADE har omfattande internationella kontakter med flertalet viktiga nazistgrupper i Västeuropa, USA och Latinamerika, däribland League of St George i England och FNE (FANE) i Frankrike. CEDADE har även öppnat lokala avdelningar i Frankrike, Portugal, Argentina, Ecuador m.fl. länder.